# Lega nazionale 2011 (calcio Birmania)
La National League 2011 è stata la 3ª edizione del massimo campionato birmano di calcio. La stagione è iniziata il 15 gennaio 2011 ed è terminata il 5 ottobre dello stesso anno. Lo Yangon United ha vinto il titolo per la prima volta.

## Squadre partecipanti
- Ayeyawady United
- Hantharwady United
- KBZ
- Magwe
- Manaw Myay
- Nay Pyi Taw

- Rakhapura United
- Southern Myanmar
- Yadanarbon (C)
- Yangon United
- Zeyar Shwe Myay
- Zwekapin United

## Classifica
| Pos | Team             | Pld | W  | D  | L  | GF | GA | GD  | Pts |
| --- | ---------------- | --- | -- | -- | -- | -- | -- | --- | --- |
| 1   | Yangon Utd       | 22  | 17 | 3  | 2  | 50 | 15 | +35 | 54  |
| 2   | Ayeyawady Utd    | 22  | 15 | 7  | 0  | 41 | 11 | +30 | 52  |
| 3   | Zeyar Shwe Myay  | 22  | 14 | 3  | 5  | 46 | 25 | +21 | 45  |
| 4   | Kanbawza         | 22  | 9  | 6  | 7  | 27 | 21 | +6  | 33  |
| 5   | Hantharwady Utd  | 22  | 9  | 6  | 7  | 27 | 26 | +1  | 33  |
| 6   | Nay Pyi Taw      | 22  | 8  | 6  | 8  | 33 | 28 | +5  | 30  |
| 7   | Magwe            | 22  | 8  | 6  | 8  | 32 | 32 | 0   | 30  |
| 8   | Southern Myanmar | 22  | 5  | 10 | 7  | 23 | 25 | −2  | 25  |
| 9   | Yadanarbon       | 22  | 6  | 5  | 11 | 28 | 31 | −3  | 23  |
| 10  | Manaw Myay       | 22  | 4  | 6  | 12 | 18 | 33 | −15 | 18  |
| 11  | Rakhine Utd      | 22  | 4  | 6  | 12 | 24 | 42 | −18 | 18  |
| 12  | Zwekapin Utd     | 22  | 1  | 0  | 21 | 11 | 71 | −60 | 3   |

## Verdetti
- Yangon United Campione di Myanmar 2011 e ammessa alla Coppa dell'AFC 2012
- Ayeyawady United ammessa alla Coppa dell'AFC 2012